# 程開甲
程 開甲（てい かいこう、1918年8月3日 - 2018年11月17日）は、中華人民共和国の原子力技術者、原子核物理学者。中国核兵器事業の開拓者。中国科学院院士。第3回、第4回、第5回全国人民代表大会代表。第六回全国政治協商会議委員。

## 経歴
1918年8月3日、江蘇省呉江県で生まれる。祖父は程敬斎。父は程侍彤。母は董雲峰。盛沢観音弄小学、浙江嘉興秀洲中学を経て、1941年、浙江大学物理系物理学科を卒業。1946年にイギリスのエディンバラ大学に留学し、超伝導を研究する。マックス・ボルンに師事。
中華人民共和国に帰国後は、1950年8月より、母校である浙江大学にて、物理系の講師となった。1952年に南京大学へ転じて物理系副教授に就任。1953年に九三学社入党。1960年、第二機械工業部第九研究所（院）副所（院）長に任命。1962年、国防科委核試験基地研究所副所長、所長に転任。1977年、基地副司令員兼研究所所長に昇格。
2018年11月17日、北京市で病気のため死去した。満100歳没。

## 栄典
- 1980年、中国科学院院士

## 受賞
- 1985年、国家科学技術進歩賞特等賞
- 1999年、「二弾一星」功労メダル
- 2014年、国家最高科学技術賞[1]
- 2017年7月28日、「八一勲章」
- 2019年2月18日、「感動中国2018年度人物」